# إلكا ماكيلا
إلكا ماكيلا (بالفنلندية: Ilkka Mäkelä)‏ هو لاعب كرة قدم ومدرب كرة قدم فنلندي في مركز الدفاع، ولد في 25 يونيو 1963 في Elimäki ‏ في فنلندا. شارك مع منتخب فنلندا تحت 21 سنة لكرة القدم ومنتخب فنلندا لكرة القدم. أما مع النوادي، فقد لعب مع ميبا ونادي روفانييمن بالوسورا ونادي لاهتي وهكا.

## وصلات خارجية
- إلكا ماكيلا على موقع قاعدة بيانات كرة القدم.إي يو (الإنجليزية)
- إلكا ماكيلا على موقع ناشيونال فوتبول تيمز (الإنجليزية)
- إلكا ماكيلا على موقع Soccerway.com (الإنجليزية)
- إلكا ماكيلا على موقع عالم كرة القدم.نت (الإنجليزية)